# 미국 지폐의 예술과 판화
18세기 초 식민지 미국에서 조각가들은 나무의 대체 매체로 동판을 실험하기 시작했다. 지폐 생산에 적용된 동판 인그레이빙은 인쇄 과정에서 더 큰 디테일과 생산을 가능하게 했다. 19세기 미국에서 지폐 디자인 및 인쇄가 급속도로 발전할 수 있었던 것은 강철 인그레이빙으로의 전환 덕분이었다.

## 초기 미국 지폐의 인그레이빙과 인쇄

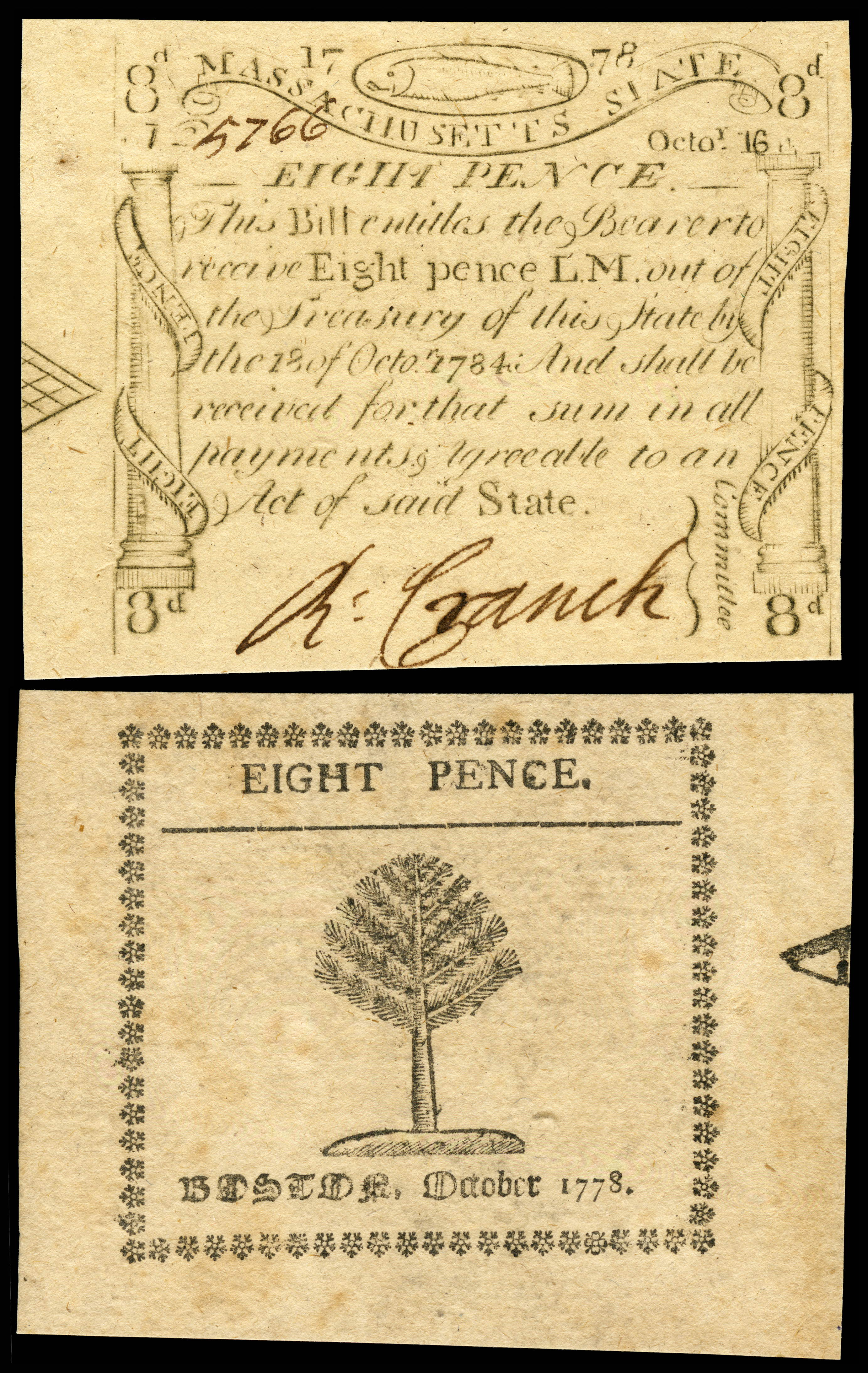
8펜스 지폐(1778년), 폴 리비어 조각 및 인쇄

미국에서 정부 승인을 받은 최초의 지폐는 1690년 매사추세츠만 식민지에서 인쇄되었다. 1690년 12월 10일자 이 첫 발행본은 한 장에 네 개의 주제가 담긴 조각된 동판에서 인쇄되었다. 기록에 확인된 최초의 조각가는 존 코니로, 1703년 3월 12일 매사추세츠의 1702년 11월 21일자 발행을 위해 동판 세 개를 조각하는 데 30파운드를 지불받은 것으로 보인다. 1690년 지폐와 코니가 1702년에 조각한 지폐 사이에 많은 디자인 유사점이 있어, 그가 이전 지폐를 조각했을 수도 있다는 추측이 있다. 만약 사실이라면, 그는 동판에 조각한 최초의 미국인이 될 것이다. 초기 미국 통화 생산에는 조각 및 인쇄 분야의 배경을 가진 여러 역사적 인물들이 참여했다.
벤저민 프랭클린은 1729년에 펜실베이니아 식민지 지폐를 인쇄하기 시작했고, 1749년에 파트너(데이비드 홀)를 맞이했으며, 1764년 발행 이후에는 통화 인쇄 사업을 떠났다. 폴 리비어는 1775년부터 1779년 사이에 식민지와 이후 매사추세츠주 주를 위해, 그리고 1775년 뉴햄프셔 식민지를 위해 지폐를 조각하고 인쇄했다. 리비어의 아버지인 아폴로스 리부아르는 존 코니의 제자였다. 데이비드 리튼하우스는 1775년 5월 10일자 대륙 통화와 1776년 3월 25일자 뉴저지 식민지 6파운드 지폐에 일부 테두리 디자인을 조각했다. 프랜시스 홉킨슨은 조각을 한 것으로 보이지는 않지만, 1778년에서 1779년 사이 대륙 통화 세 가지 발행본의 테두리, 문양, 모토 디자인을 담당한 것으로 알려져 있다.

## 미국 재무부의 인그레이빙 및 인쇄
미국 연방 정부에서 발행된 최초의 지폐 시리즈는 1861년 7월 17일(미국 회기별 법전|12 Stat. 259) 및 1861년 8월 5일(미국 회기별 법전|12 Stat. 313) 의회 법안에 의해 승인되었다. 디맨드 노트는 미국 재무부에서 발행되었지만, 다른 곳에서 조각 및 인쇄되었다. 1861년, 사실상 1870년대 중반까지 재무부는 재정 서류의 대부분을 조각하고 인쇄할 시설이나 인프라가 부족하여 민간 지폐 회사와의 외부 계약에 의존했다. 1862년 7월 11일자 의회 법안(미국 회기별 법전|12 Stat. 532)에 따라 재무부 장관은 재무부에서 통화를 제조하는 데 필요한 기계 구입 및 직원 고용 권한을 부여받았다. 연방인쇄국이 인력, 용지, 운송 및 기타 경비에 대한 자금을 지원받은 것은 1877년(미국 회기별 법전|19 Stat. 353)에 이르러서였으며, 모든 작업은 현장에서 수행되어야 하고 민간 지폐 회사와 동일한 가격으로 이루어져야 한다는 조건이 붙었다. 1877년 10월 1일, 연방인쇄국은 미국 지폐와 국립 은행권 생산을 모두 인계받았다.

## 국립 은행권
"예술가, 조각가 및 기타 관계자에게 – 1863년 2월 25일에 승인된 국립 통화 승인 법안에 따라 발행될 5달러, 10달러, 20달러, 50달러, 100달러, 500달러, 1,000달러 지폐의 국립 통화 디자인을 모집합니다." 샐먼 체이스 재무장관은 1863년 3월 말에 이 공고를 냈다. 각 지폐에 필요한 일부 특징(예: 법적 문구, 재무부 서명의 배치 등)을 설명하는 것 외에, 예비 지원자들에게 주어진 유일한 지시는 제출물이 독창적이어야 하며(즉, 이전에 미국 통화에 그려진 적이 없어야 함) "디자인은 그 성격상 국가적이어야 한다"는 것이었다. 얼마나 많은 제안이 제출되었는지, 또는 선정 과정에 무엇이 포함되었는지는 불확실하지만, 최종 결정은 미국 의회 의사당 원형 홀을 장식하는 역사적인 미국 이미지를 대거 활용하는 것이었다. 이러한 선택의 동기는 두 가지였다. 교육적으로는 미국 역사에서 중요한 장면을 묘사한 이미지를 유통시키는 동시에, 고도로 복잡한 조각을 통해 지폐의 보안을 강화하는 것이었다.
1863년 7월까지 아메리칸 뱅크 노트 컴퍼니(ABNCo)와 컨티넨탈 뱅크 노트 컴퍼니(CBNCo, 이후 ABNCo에 흡수됨)와 국립 은행권 디자인, 조각 및 인쇄를 시작하기 위한 계약이 체결되었다. ABNCo는 20달러, 50달러, 100달러 권종에 대한 계약을 맺었고, CBNCo는 5달러와 10달러 권종에 대한 계약을 맺었으며, 내셔널 뱅크 노트 컴퍼니는 2달러, 500달러, 1,000달러 권종의 디자인 계약을 맺었다. 계약 설명은 각 권종을 개별적으로 다루며, 국회 의사당 원형 홀의 어떤 이미지가 뒷면에 사용되어야 하는지와 앞면에 어떤 종류의 비네트가 있어야 하는지(구체적인 이름과 함께) 명시한다. 최초의 국립 은행권은 1863년 12월 21일에 발행되었다.
1871년, 조지 프레데릭 커밍 스밀리(G.F.C. 스밀리)는 삼촌인 제임스 데이비드 스밀리 밑에서 아메리칸 뱅크노트 컴퍼니에 근무했다. 스밀리는 1894년에 연방인쇄국(BEP)의 조각가로 일하기 시작했으며, 1918년에는 BEP의 초상화 조각 책임자로 임명되었다. 그의 초상화와 비네트는 우표, 통화 및 유가증권에 나타났다. 그는 강철판 조각가였으며 대통령 초상화 조각으로 유명했다. 또 다른 BEP 조각가인 찰스 슐레흐트는 아메리칸 뱅크 노트 컴퍼니에서 조각 경력을 시작했다. 그는 나중에 1896년 교육 시리즈 미국 1달러 지폐의 앞면에 있는 장면인 청년을 가르치는 역사를 조각했다.

### 최초 발행/디자인 국립 은행권의 권종 세트
| 지폐                                | 액면가/시리즈 | 비네트                                                                | 비네트 정보                                                    |
| ----------------------------------- | --- | --------------------------------------------------------------------- | -------------------------------------------------------------- |
|                                     | $1 오리지널 시리즈 The First National Bank 레바논, 인디애나 회장 존 C. 데일리 출납원 에이브럼 오. 밀러            |                                                                       | 콘코르디아 (eng) 찰스 버트 (Art) 시어도어 아우구스트 리블러    |
|                                     | $1 오리지널 시리즈 The First National Bank 레바논, 인디애나 회장 존 C. 데일리 출납원 에이브럼 오. 밀러            | 순례자의 상륙 (eng) 찰스 버트 (art) 에드윈 화이트                     |                                                                |
| $2 국립 은행권                      | $2 1875 시리즈 The First National Bank 엠포리아, 캔자스 회장 해리슨 코리 크로스 출납원 엘리엇 레이퍼 홀더만       |                                                                       | 성조기 (eng) 루이지(루이) 델노스                               |
|                                     | $5 1875 시리즈 The Vineland National Bank 바인랜드, 뉴저지 회장 호라티오 N. 그린 출납원 윌리스 T. 버질            |                                                                       | 콜럼버스의 상륙 (eng) 불확실 (art) 존 반더린                   |
| $10 국립 은행권                     | $10 1875 시리즈 The First National Bank 비즈마크, 노스다코타 부회장 헨리 리날도 포터 출납원 오. H. 휘태커         | 알프레드 존스가 조각한 BEP의 프랭클린과 전기 비네트                   | 프랭클린과 전기 (eng) 알프레드 존스                            |
| $10 국립 은행권                     | $10 1875 시리즈 The First National Bank 비즈마크, 노스다코타 부회장 헨리 리날도 포터 출납원 오. H. 휘태커         | 프레데릭 기르쉬가 조각한 파월의 미시시피 발견 비네트                  | 미시시피를 발견한 데소토 (eng) 프레데릭 기르쉬 (art) 존 트럼불 |
| $20 국립 은행권                     | $20 1875 시리즈 The First National Bank 부트, 몬태나 회장 앤드류 잭슨 데이비스 출납원 에머슨 B. 위어릭            | 렉싱턴 전투 비네트                                                    | 렉싱턴 전투 (eng) 루이지(루이) 델노스 (Art) F. O. C. 달레이    |
| $20 국립 은행권                     | $20 1875 시리즈 The First National Bank 부트, 몬태나 회장 앤드류 잭슨 데이비스 출납원 에머슨 B. 위어릭            | 충성심에 대한 새겨진 우의화                                           | 충성 (eng) 알프레드 존스                                       |
| $20 국립 은행권                     | $20 1875 시리즈 The First National Bank 부트, 몬태나 회장 앤드류 잭슨 데이비스 출납원 에머슨 B. 위어릭            | 포카혼타스의 세례 비네트                                              | 포카혼타스의 세례 (eng) 찰스 버트 (art) 존 G. 채프먼           |
|                                     | $50 1875 시리즈 The First National Bank 클리블랜드, 오하이오 회장 제임스 바넷 출납원 앨버트 K. 스펜서             | 순례자들의 승선 비네트                                                | 순례자들의 승선 (eng) W.W. 라이스 (art) 로버트 W. 위어         |
| $100 국립 은행권                    | $100 오리지널 시리즈 The Raleigh National Bank 롤리, 노스캐롤라이나 회장 윌리엄 혼 배틀 출납원 찰스 프랜시스 듀이 |                                                                       | 독립선언 (eng) 프레데릭 기르쉬 (art) 존 트럼불                 |
| $500 국립 은행권                    | $500 오리지널 시리즈 The Appleton National Bank 로웰, 매사추세츠 회장 존 A. 놀스 출납원 존 F. 킴볼                | 제임스 데이비드 스밀리의 BEP 문명 우의화                              | 문명 (eng) 제임스 데이비드 스밀리                              |
| $500 국립 은행권                    | $500 오리지널 시리즈 The Appleton National Bank 로웰, 매사추세츠 회장 존 A. 놀스 출납원 존 F. 킴볼                | 프레데릭 기르쉬가 조각한 트럼불의 버고인 장군의 항복 그림 비네트      | 버고인 장군의 항복 (eng) 프레데릭 기르쉬 (art) 존 트럼불       |
| 1,000달러 국립 은행권의 증명 인쇄본 | $1,000 1875 시리즈 (증명) The First National Bank 세일럼, 매사추세츠                                              | 알프레드 존스의 스콧 장군 멕시코시티 입성                             | 스콧 장군 멕시코시티 입성 (eng) 알프레드 존스                  |
| 1,000달러 국립 은행권의 증명 인쇄본 | $1,000 1875 시리즈 (증명) The First National Bank 세일럼, 매사추세츠                                              | 델노스 & 기르쉬가 조각한 트럼불의 조지 워싱턴 장군의 사임 그림 비네트 | 조지 워싱턴 장군의 사임 (eng) 델노스 & 기르쉬 (art) 존 트럼불  |

### 관련 예술 작품 갤러리

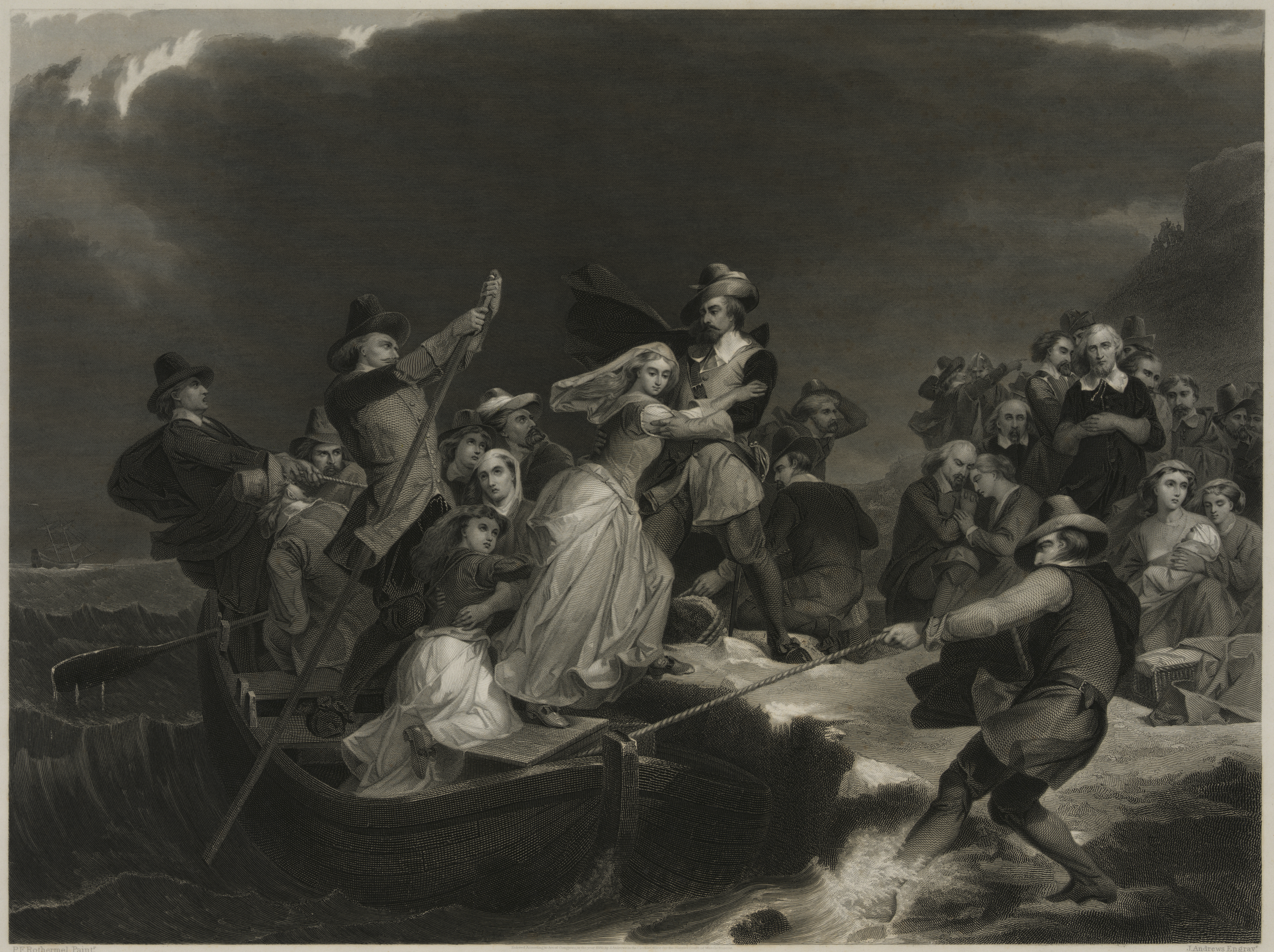
순례자들의 상륙
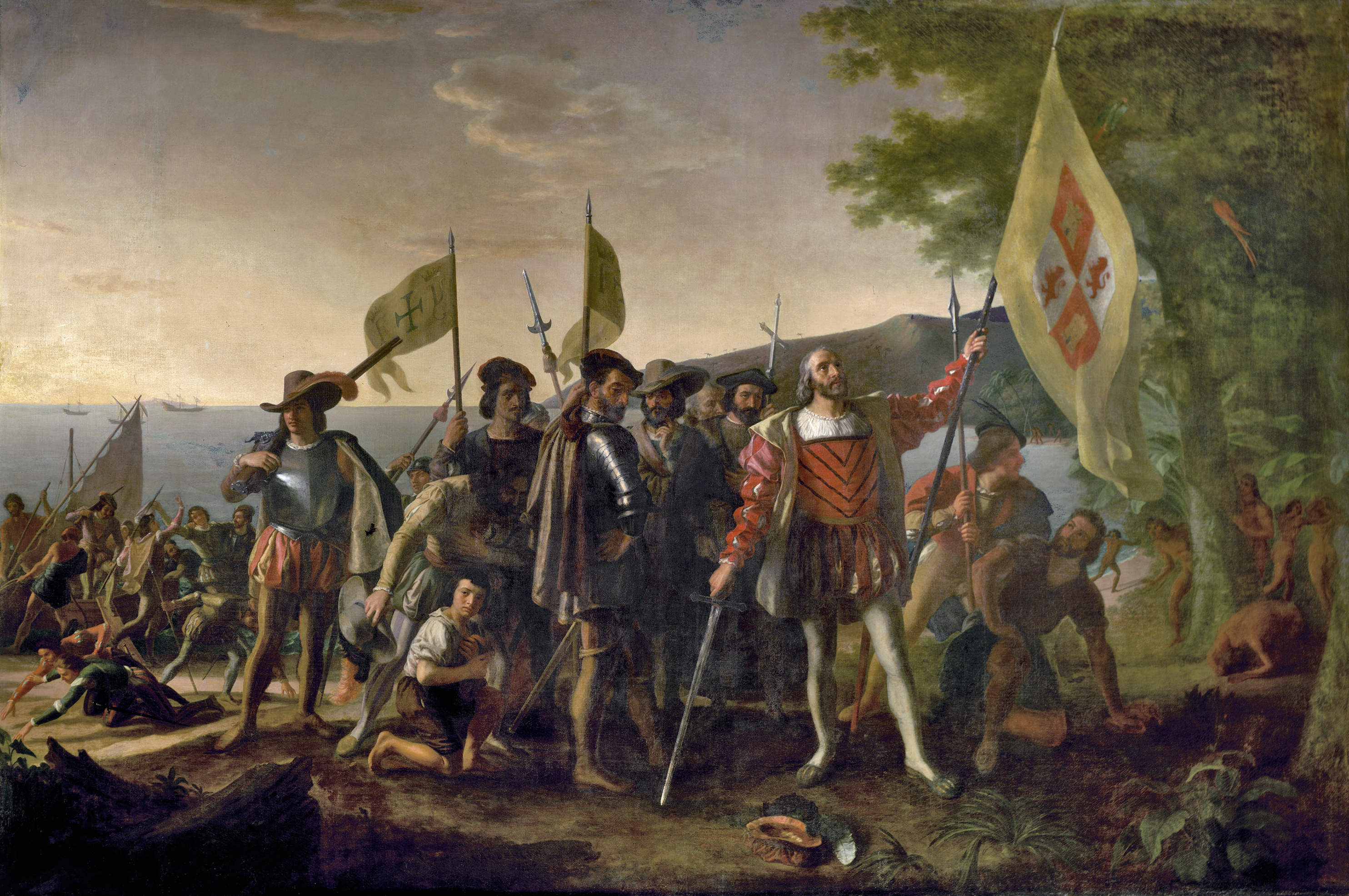
콜럼버스의 상륙
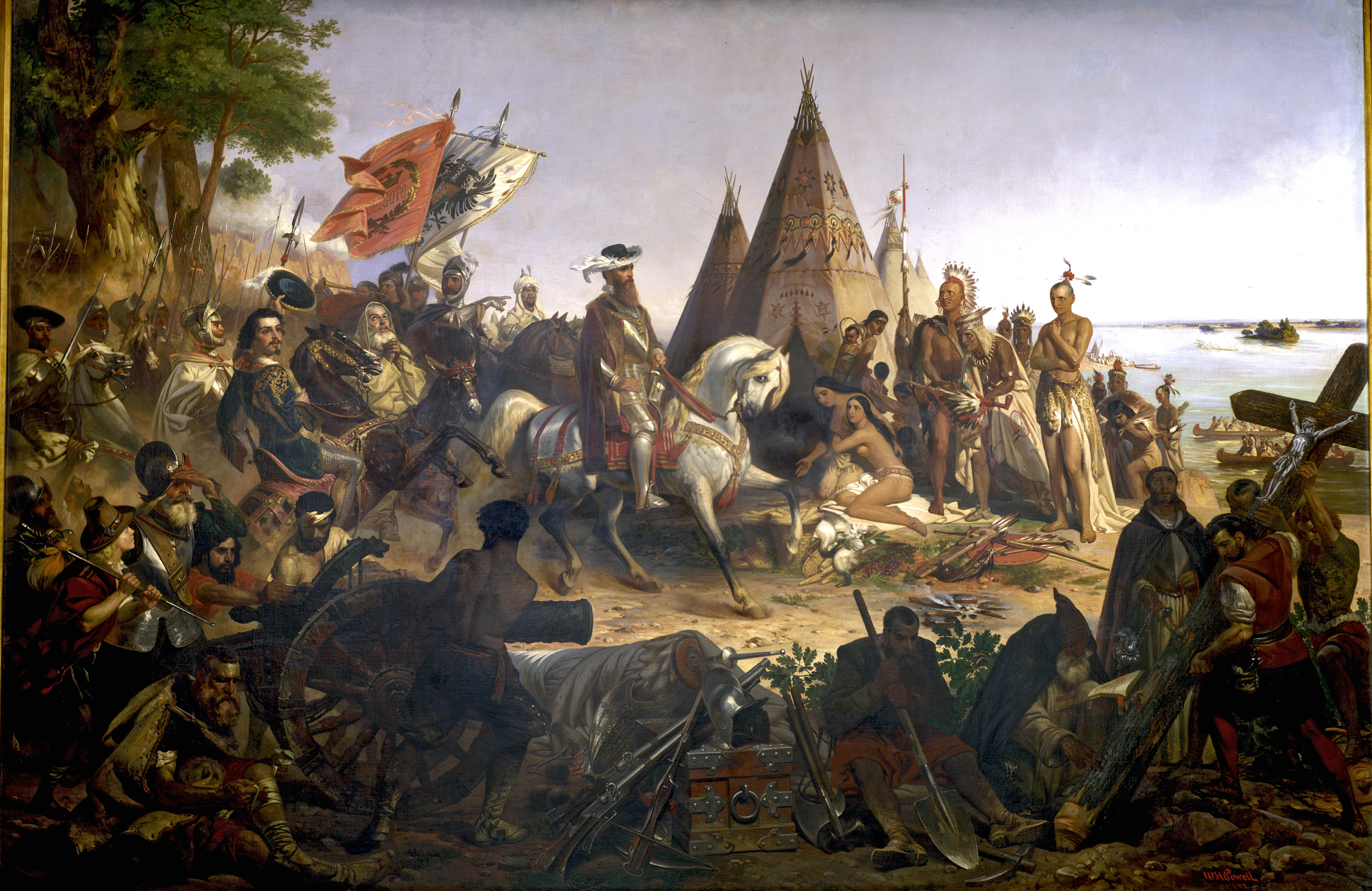
데소토의 미시시피 발견
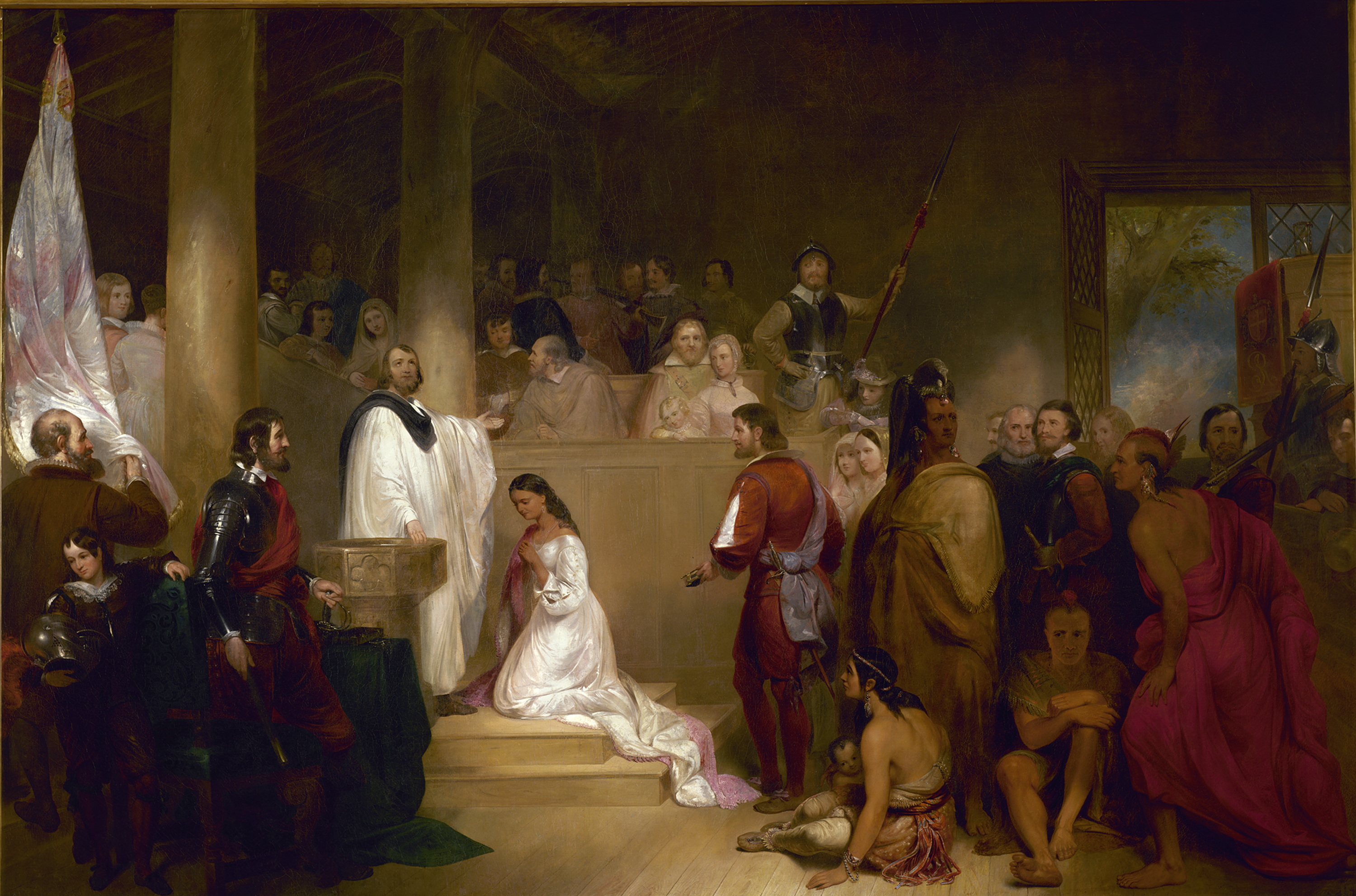
포카혼타스의 세례
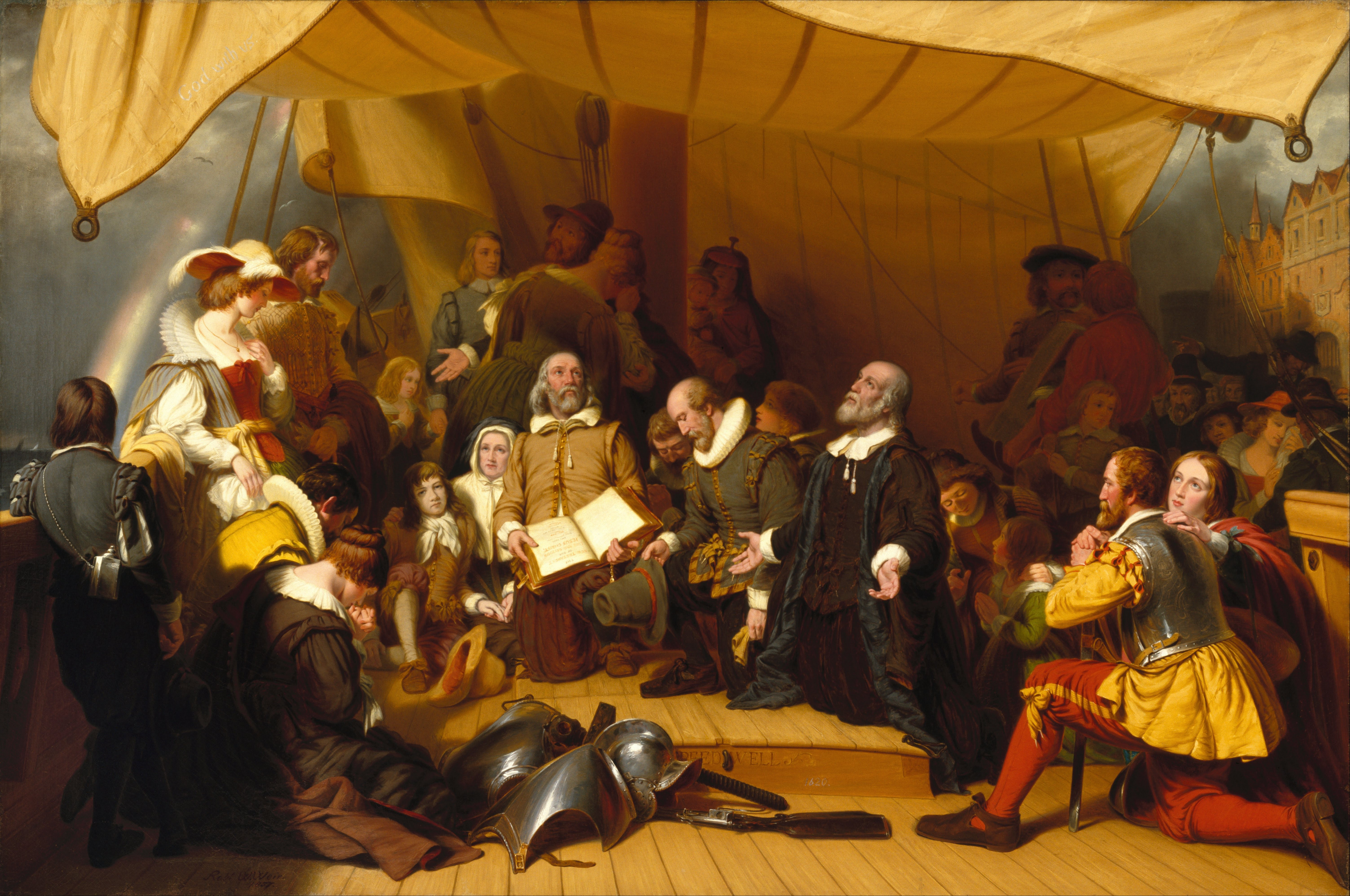
순례자들의 승선
독립선언서 서명
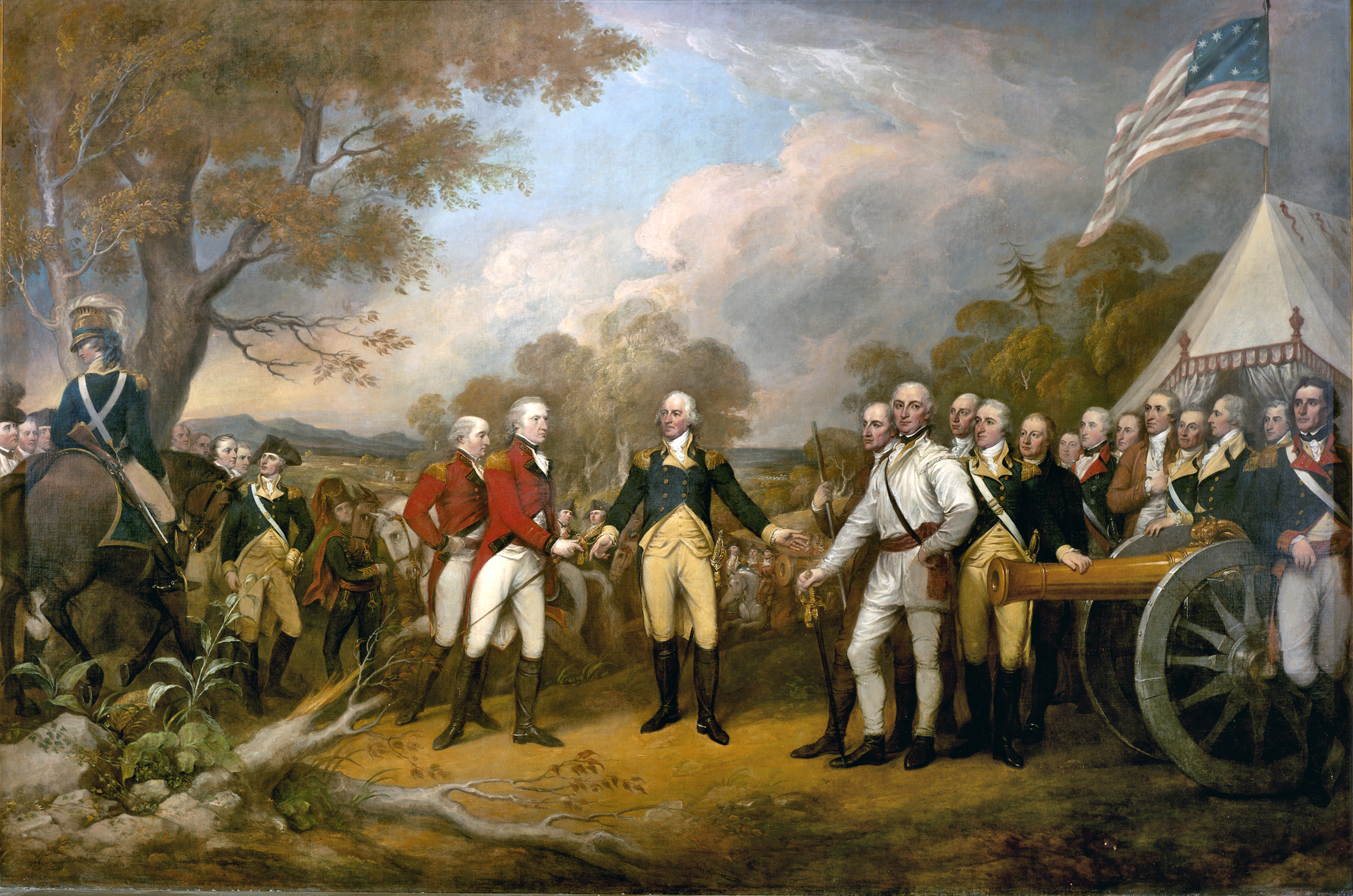
버고인 장군의 항복
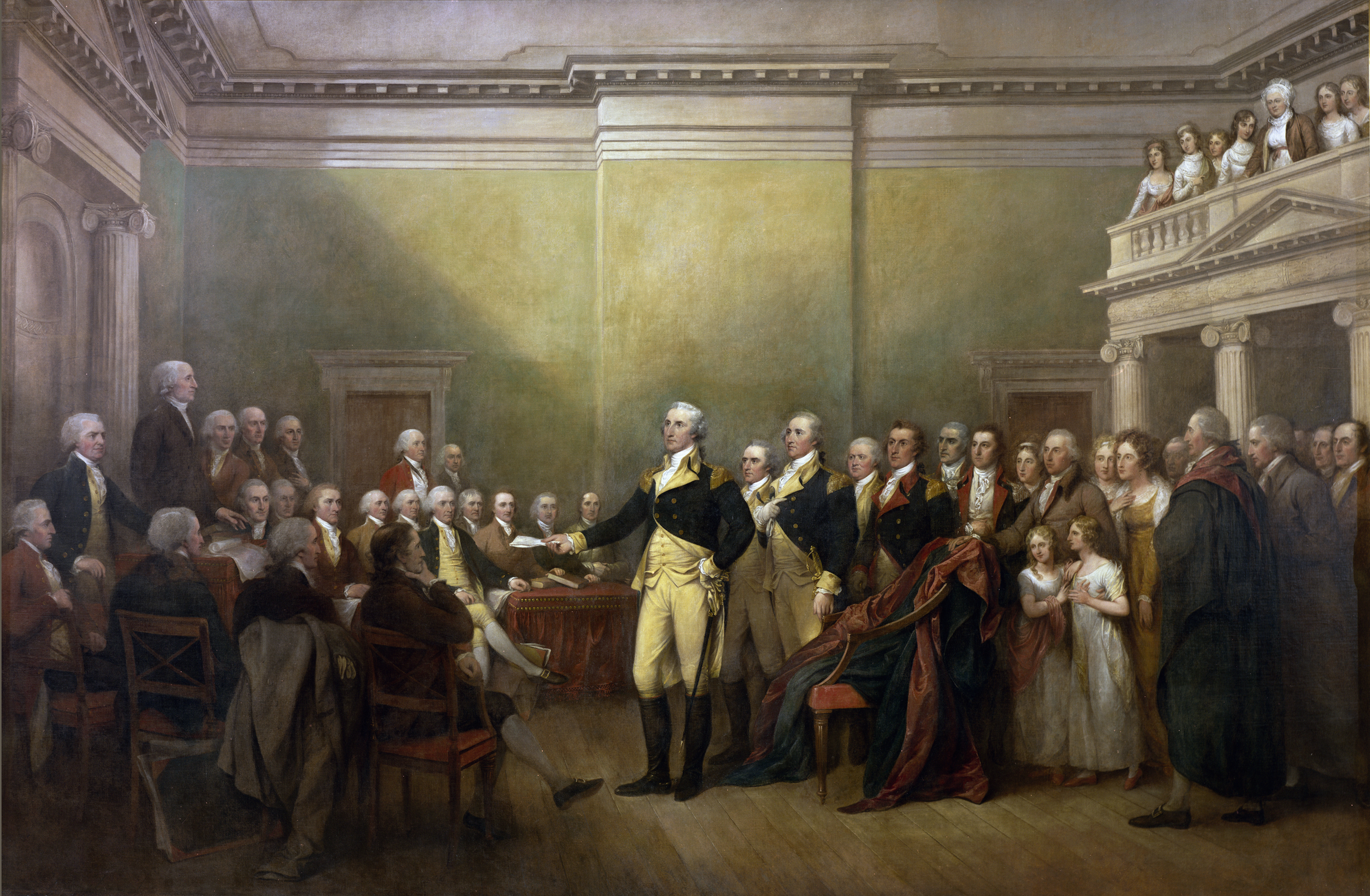
워싱턴의 사임

## 이자부 지폐
| 지폐 | 액면가/시리즈        | 비네트      | 비네트 정보                                         |
| ---- | -------------------- | ----------- | --------------------------------------------------- |
|      | $10 1년 5% (1864)    |             | 평화                                                |
|      | $50 2년 5% (1864)    |             | 카두케우스 (eng) 알프레드 존스 (art) 존 W. 카질리어 |
|      | $100 2년 5% (1864)   |             | 농부와 기계공                                       |
|      | $100 2년 5% (1864)   | 포탑 안에서 |                                                     |
|      | $1,000 1년 5% (1863) |             | 정의                                                |
|      | $1,000 2년 5% (1863) |             | 게리에르와 컨스티튜션                               |
|      | $5,000 1년 5% (1863) |             | 자유의 제단 (eng) 루이지(루이) 델노스               |

## 기타
| 지폐 | 액면가/시리즈         | 비네트 | 비네트 정보                                                   |
| ---- | --------------------- | ------ | ------------------------------------------------------------- |
|      | $10 법정 통화 (1880)  |        | 구세계를 신세계에 소개                                        |
|      | $5 법정 통화 (1880)   |        | 개척자 (나무꾼 또는 나무 베는 사람으로도 알려짐) (eng) 구글러 |
|      | $500 금화 증서 (1882) |        | 독수리                                                        |

## 초상화
| 지폐 | 액면가/시리즈                      | 초상화 | 비네트 정보                           |
| ---- | ---------------------------------- | ------ | ------------------------------------- |
|      | $1 법정 통화 (1880)                |        | 조지 워싱턴                           |
|      | $2 법정 통화 (1880)                |        | 토머스 제퍼슨 (Eng) 찰스 버트         |
|      | $5,000 금화 증서 (1870)            |        | 제임스 매디슨 (Eng) 알프레드 실리     |
|      | $100 은화 증서 (1891)              |        | 제임스 먼로 (Eng) 루이지(루이) 델노스 |
|      | $500 법정 통화 (1869)              |        | 존 퀸시 애덤스 (Eng) 찰스 버트        |
|      | $10,000 금화 증서 (1875)           |        | 앤드루 잭슨 (Eng) 알프레드 실리       |
|      | $500 금화 증서 (1870)              |        | 에이브러햄 링컨                       |
|      | $5,000 4% 통합 채권 (1877)         |        | 앤드루 존슨                           |
|      | $20,000 미국 자금 차입 채권 (1891) |        | 재커리 테일러                         |
|      | $20 법정 통화 (1869)               |        | 알렉산더 해밀턴 (Eng) 찰스 버트       |
|      | $0.50 분할 통화                    |        | 새뮤얼 덱스터                         |
|      | $0.50 분할 통화                    |        | 윌리엄 크로퍼드 (Eng) 찰스 버트       |
|      | $0.25 분할 통화                    |        | 로버트 워커 (Eng) 찰스 버트           |
|      | $0.10 분할 통화                    |        | 윌리엄 메러디스 (Eng) 찰스 버트       |
|      | $20,000 4% 통합 채권 (1877)        |        | 샐먼 P. 체이스                        |
|      | $20 은화 증서 (1886)               |        | 대니얼 매닝 (Eng) 로렌조 해치         |
|      | $2 은화 증서 (1891)                |        | 윌리엄 윈덤 (Eng) 윌리엄 필립스       |

## 내용주
1. ↑  국립 통화국(이후 연방인쇄국)의 초대 국장인 스펜서 M. 클라크는 의회 의사당 원형 홀의 역사적인 이미지를 사용하자는 아이디어가 1861-1862년 겨울에 장관에게 제안한 것이라고 주장했지만, 그는 제안의 저자로 인정받지 못했다.[18]
2. ↑  다음은 한 지폐에 대한 표준 설명으로, 원문 그대로 인용되었다.

20달러(20달러) 지폐 앞면의 왼쪽 부분에는 "렉싱턴 전투"를 나타내는 비네트를, 반대쪽 또는 오른쪽 끝에는 "충성"이라는 제목의 상징적 디자인 사본을 조각해야 한다. 이 두 비네트 사이에는 다음과 같은 두 개의 문구를 조각해야 한다. 비네트 사이 공간의 상단에는 다음 문구를 새긴다: "국립 통화. 이 지폐는 워싱턴에 있는 재무부 금고에 예치된 미국 채권으로 보증된다"와 함께 미국 재무부 재무관 및 재무부 등록관의 서명 복사본을 새긴다.

비네트 사이 공간의 하단에는 "워싱턴 D.C. 제일국립은행은 워싱턴 D.C. 사무실에서 요구 시 소지자에게 20달러를 지급할 것이다"라는 문구를 새기고, 날짜와 협회장 및 출납원의 서명을 위한 적절한 빈 공간을 남겨야 한다.

지폐의 오른쪽 상단 모서리에는 검은색 그림자가 있는 흰색 글자로 적절한 크기의 숫자 20을 조각해야 하며, 지폐의 오른쪽 끝에 재무부 인장을 찍을 공간을 남겨야 한다. 전체는 교대하는 잎사귀와 덩굴 무늬, 그리고 숫자 20과 'twenty'라는 글자가 다른 문자로 자주 반복되는 타블렛으로 이루어진 적절한 테두리로 둘러싸여야 한다.

20달러(20달러) 지폐 뒷면의 중앙 타원형 비네트(2.5 x 5인치)에는 채프먼의 국회 의사당 그림 "포카혼타스 세례"의 복사본을 조각해야 한다. 이 비네트 위에는 지폐의 용도를 나타내는 문구를, 아래에는 위조에 대한 처벌을 나타내는 문구를 조각해야 한다. 이 문구의 내용은 재무부 장관이 지정한다.

비네트 각 끝에는 1 x 1.5인치 크기의 타원형 공간을 남겨야 한다. 이 공간 중 하나에는 표면 인쇄용으로 적합한 주형 또는 판을 조각하고, 거기서 만든 롤(재무부 장관의 승인 후)로 국립 방패를 만들고, 다른 공간에는 지폐가 발행될 주의 문장을 새겨야 한다. 이 주형들은 지폐판으로 옮겨지지 않아야 하지만, 12개의 전사본을 별도의 강철판에 만들어야 하며, 이것들은 주형 등과 함께 통화 관리관에게 전달되거나 그의 지시에 따라 보관되어야 한다.

"First National Bank"라는 단어는 중앙 비네트 위에, "Washington, D. C."라는 단어는 그 아래에 조각되어야 하며, 두 줄은 비네트와 문구 사이에 새겨져야 한다.

모서리는 지폐의 액면가를 나타내는 적절한 카운터로 채워져야 하며, 틈새는 위조 방지에 최대한 기여할 수 있는 문자 작업으로 채워져야 한다. 전체는 적절한 테두리로 둘러싸여야 하며, 외부 크기는 앞면과 동일하게 3 x 7인치여야 한다.[24]
3. ↑  이 시기(1869~76년)의 위조 방지 장치에는 견사를 삽입하는 것뿐만 아니라 (2달러 및 5달러 예시에서 볼 수 있듯이) 파란색 종이를 사용하는 것이 포함되었다.[30][31]
4. ↑  각 국립 은행권에는 조각된 재무부 서명 외에도 은행장(또는 부은행장)과 출납원(또는 부출납원)의 서명이 있다.
5. 1 2 3 4  eng.는 작품의 조각가; art.는 조각의 원작을 만든 예술가.
6. ↑  버트는 (조각) 조지프 앤드류스에게서 영감을 받았을 수 있으며, 앤드류스는 피터 F. 로더멜의 그림을 모방했을 수도 있다.
7. ↑  $2 NBN 뒷면에는 성조기 외에 월터 롤리 경이 영국에 옥수수와 담배를 바치는 비네트(루이지(루이) 델노스 조각)가 있다.
8. ↑  $5 NBN 앞면의 비네트는 콜럼버스가 육지를 바라보는 모습과 인디언 공주를 구세계에 소개하는 모습(모두 찰스 버트 조각)을 묘사한다.
9. ↑  적어도 제임스 배니스터, 루이 델노스, 월터 셜로가 준비한 세 가지 다른 발행 조각이 있었다.[36]
10. ↑  $10 NBN의 앞면 오른쪽 비네트는 자유와 진보(월터 셜로 디자인, G.F.C. 스밀리 조각)이다.
11. ↑  $50 NBN 앞면의 비네트는 워싱턴의 델라웨어 강 건너기(알프레드 존스 조각)와 승리를 위한 기도(루이지(루이) 델노스 조각)를 묘사한다.
12. ↑  $100 NBN 앞면의 비네트는 이리호 전투(루이지(루이) 델노스 조각)와 단결의 우의화(제임스 배니스터 조각)를 묘사한다.
13. ↑  $500 NBN 오른쪽 비네트는 시리우스의 도착을 묘사한다.
14. ↑  $1,000 NBN 오른쪽 비네트는 국회 의사당(제임스 스밀리 조각)을 묘사한다.
15. ↑  컨티넨탈 뱅크 노트 컴퍼니가 1863년에 컨스티튜션과 게리에르, 미시시피 해안의 데소토를 디자인하고 조각하는 데 제시한 가격은 각각 150달러였다.[42]
16. ↑  초상화 섹션의 이미지 크기는 서로 올바른 비율이 아니다.

## 참고 문헌
- Blake, George Herbert (1908). 《United States paper money》. George H. Blake. 23쪽.
- Fielding, Mantle (1917). 《American Engravers Upon Copper and Steel》. Burt Franklin.
- Friedberg, Arthur L.; Friedberg, Ira S. (2013). 《Paper Money of the United States: A Complete Illustrated Guide With Valuations》 20판. Coin & Currency Institute. ISBN 978-0-87184-520-7.
- Hessler, Gene (1993). 《The Engraver's Line – An Encyclopedia of Paper Money & Postage Stamp Art》. BNR Press. ISBN 0-931960-36-3.
- Hessler, Gene (2004). 《U.S. Essay, Proof and Specimen Notes》 2판. BNR Press. ISBN 0-931960-62-2.
- Newman, Eric P. (2008). 《The Early Paper Money of America》 5판. Krause Publications.
- Stauffer, David M. (1907). 《American Engravers Upon Copper and Steel》. The Grolier Club of the City of New York.